# Campanile de San Marcos
El campanile de San Marcos es el campanile —un tipo particular de campanario, exento e independiente del templo— de la basílica de San Marcos en Venecia (Véneto, Italia), ubicado en una esquina de la plaza de San Marcos, cerca de la portada de la basílica. Es uno de los símbolos de la ciudad.
Tiene una altura total de 98,6 metros. Su cuerpo principal, de ladrillo, es un prisma de base cuadrada de 12 m de lado y 50 m de alto, sobre el cual se asienta un campanario blanco con cuatro arcos por cara, que aloja cinco campanas. El campanario tiene en su parte superior un cubo, en cuyas caras se presentan leones y la representación femenina de Venecia (la Giustizia) de forma alternada. La construcción está coronada por una aguja piramidal en cuyo extremo hay una veleta dorada con la figura del arcángel Gabriel. La torre que se observa hoy es una reconstrucción de 1912, tras el colapso de 1902, que mantuvo la forma original de 1514. 
Galileo Galilei probó su telescopio en el campanile de San Marcos y luego realizó una demostración al dux el 21 de agosto de 1609.

## Historia

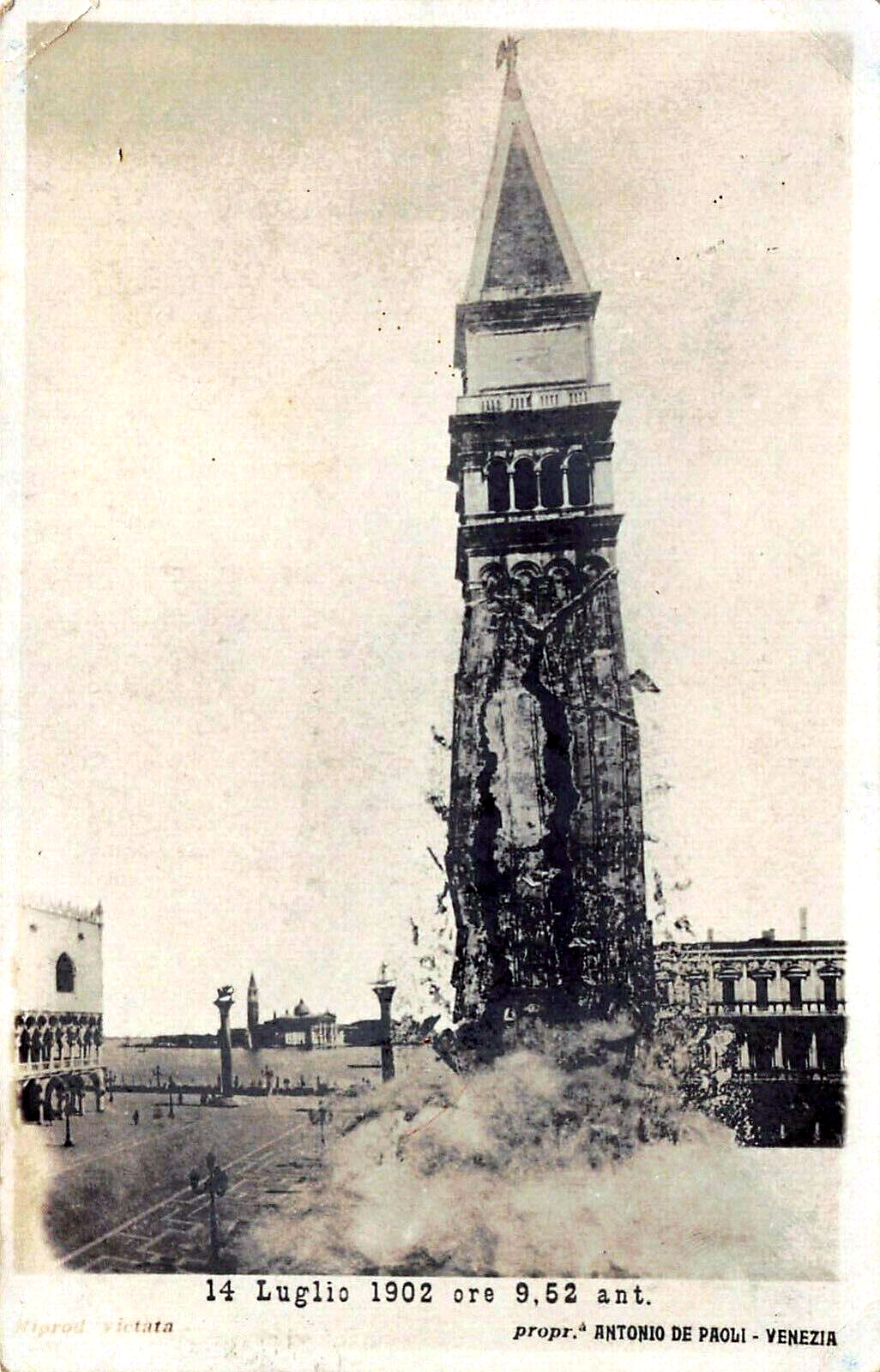
El desplome del 14 de julio de 1902. (Foto falsa).

La construcción se inició en el siglo IX durante el ducado de Pietro Tribuno sobre cimientos de origen romano. Fue finalizada en el siglo XII durante el ducado de Domenico Morosini. Seriamente dañado por un rayo en 1489 que destruyó la cúspide de madera, adquiere su aspecto definitivo en el siglo XVI, gracias a los trabajos de reconstrucción ejecutados para reparar los daños causados por el terremoto de marzo de 1511. Los trabajos, iniciados por el arquitecto Giorgio Spavento, continuaron bajo la dirección del arquitecto bergamasco Bartolomeo Bon.
En los siguientes siglos se realizaron numerosas intervenciones, a menudo para reparar los daños causados por los rayos. En 1653, Baldasarre Longhena continuó la restauración. Otros le siguieron después de que, el 13 de abril de 1745, un rayo provocara una gran grieta. Finalmente, en 1776 el campanario fue dotado de un pararrayos. En 1820 se sustituyó la estatua del ángel por una nueva realizada por Luigi Zandomeneghi.

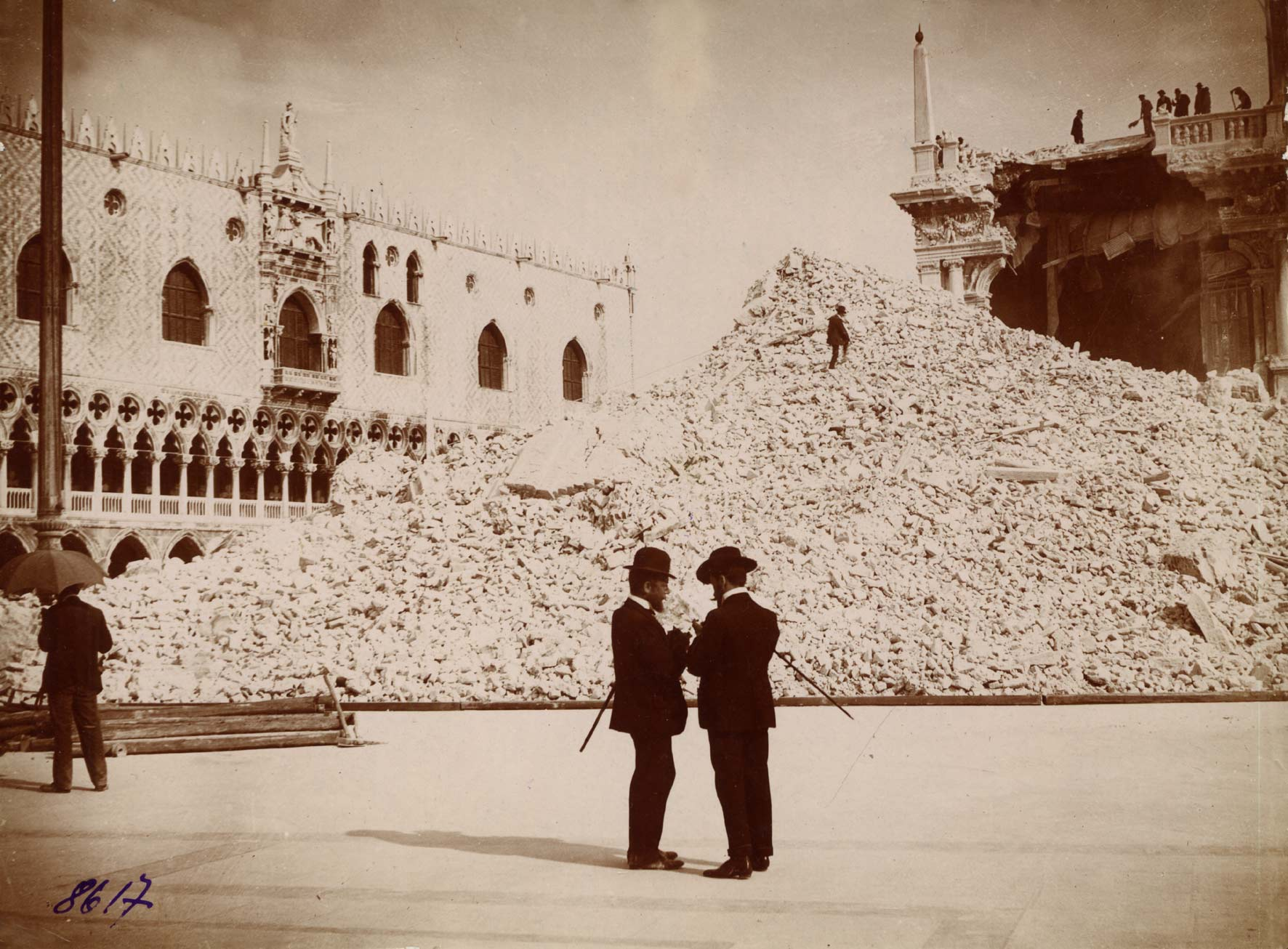
Restos del campanario.

En julio de 1902, sobre la pared norte de la construcción se descubrió la presencia de una hendidura que fue aumentando en los días posteriores, hasta que el campanario se desplomó a las 9:47 del lunes 14 de julio.
No hubo víctimas, y los daños causados por el desplome fueron relativamente limitados debido a la posición exenta de la torre. Durante la tarde, el consejo municipal, reunido de urgencia, decidió la reconstrucción aportando 500.000 liras para los trabajos. El alcalde Filippo Grimani, durante el discurso de la colocación de la primera piedra el 25 de abril de 1903, pronunció la frase dov'era e com'era (donde estaba y como era) que se convirtió en el lema de esta reconstrucción. Los trabajos duraron hasta el 6 de marzo de 1912. El nuevo campanario fue inaugurado el 25 de abril de 1912 con ocasión de la fiesta de San Marcos. La restauración fue obra de Gaetano Moretti, discípulo de Luca Beltrami, fundador de una corriente restauradora llamada "Restauración Histórica".

## Galería

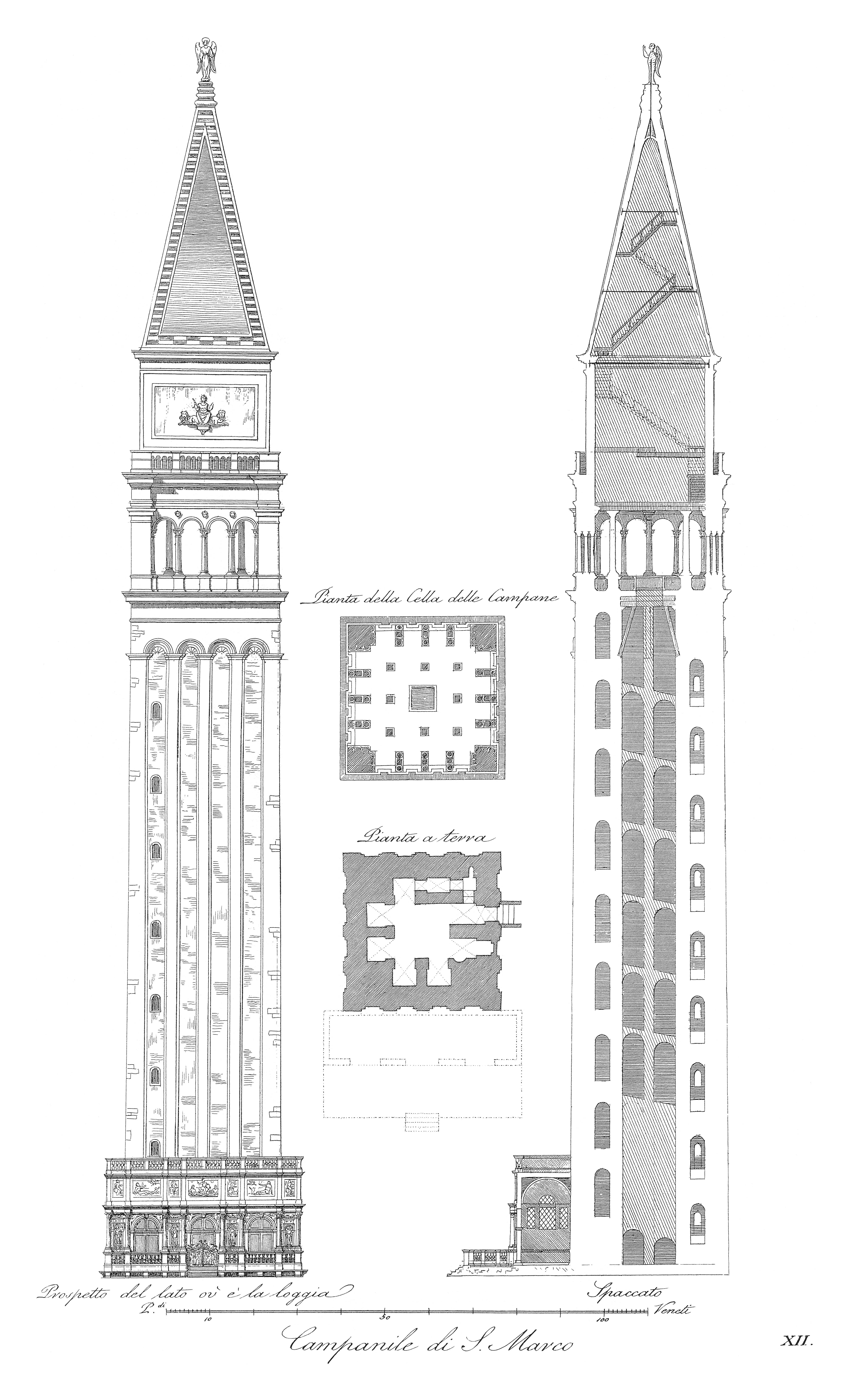
Alzado y planta antes del colapso.
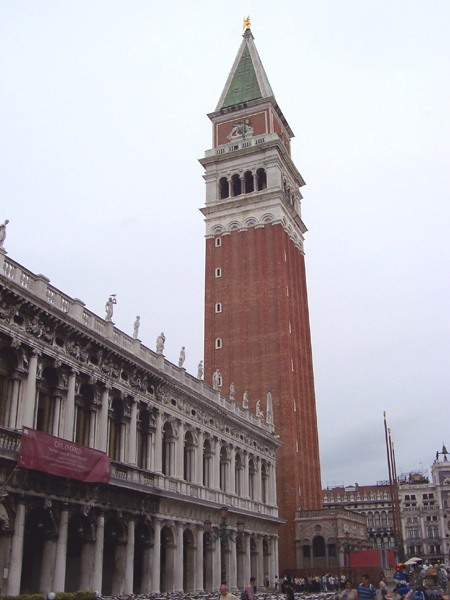
Vista desde la Piazzetta.
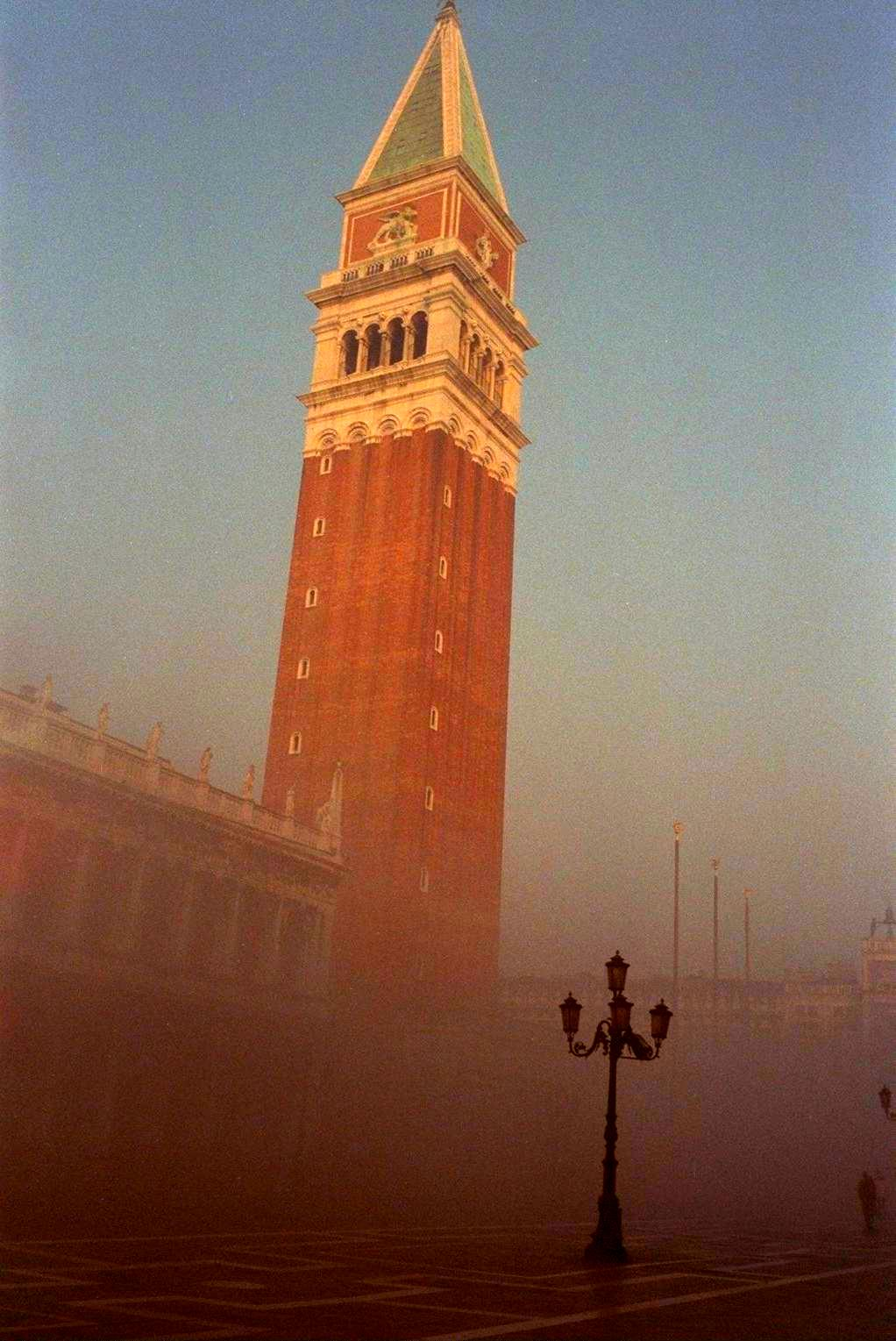
Vista desde la Piazzetta entre la niebla.
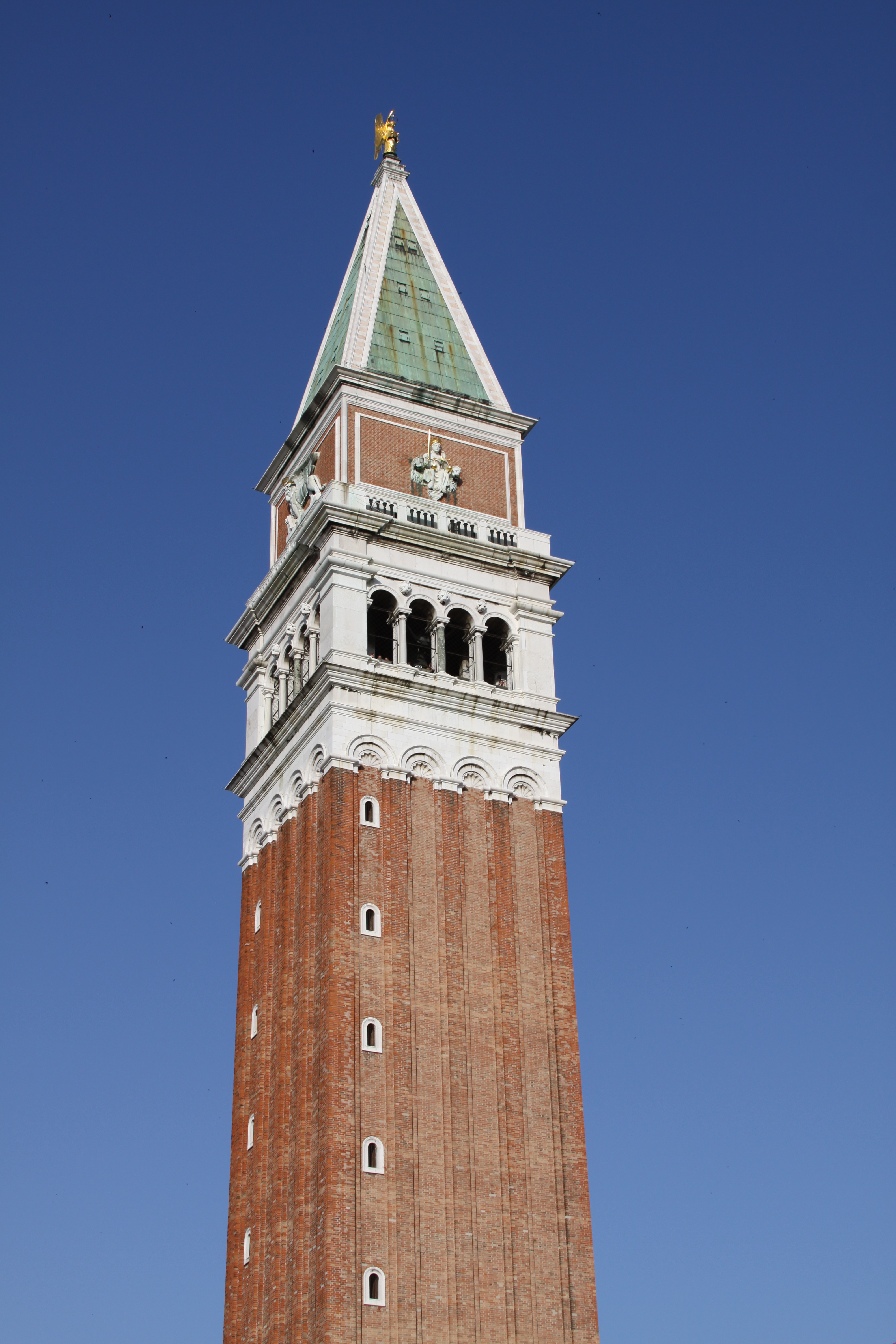
Vista desde el suroeste.
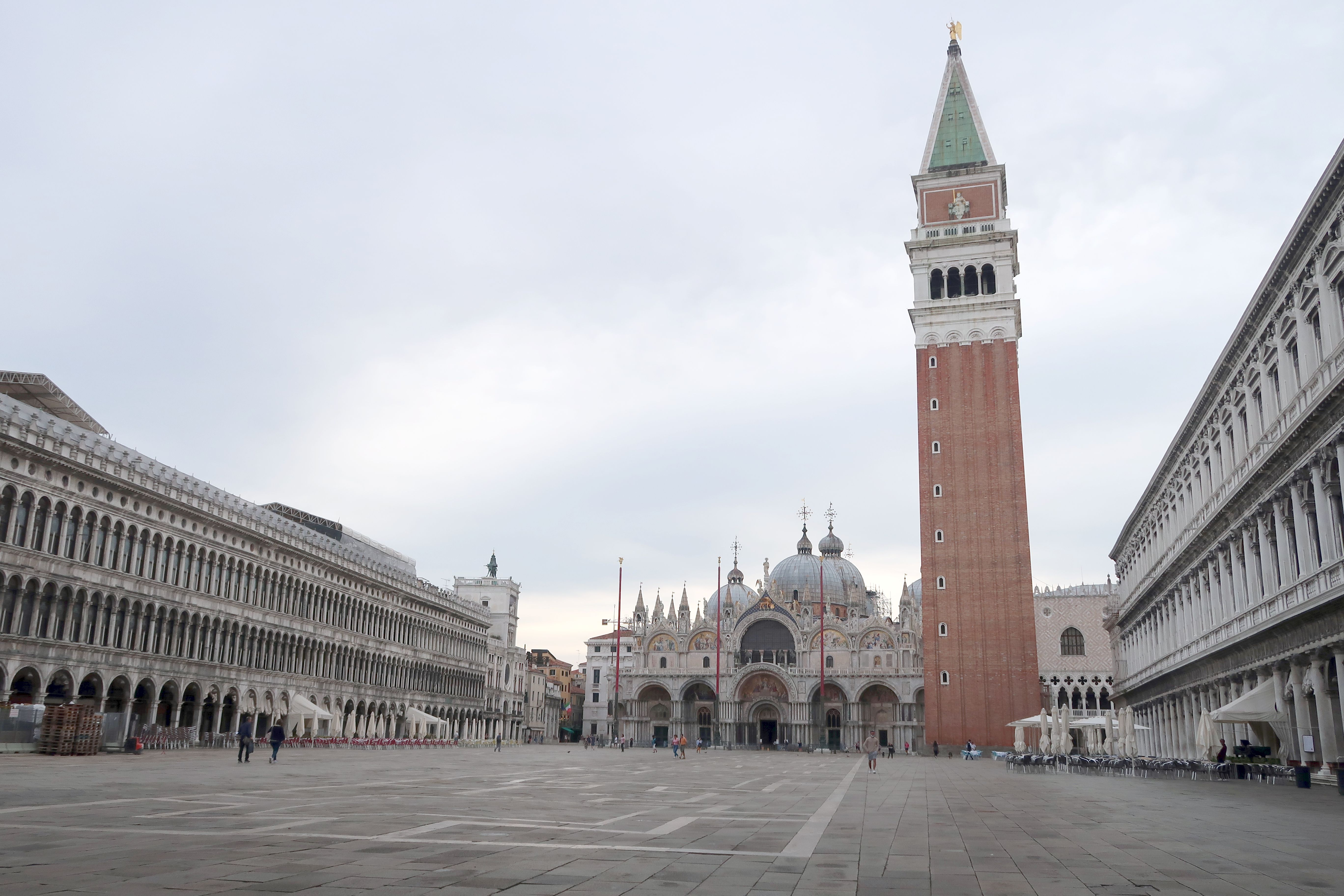
Vista con la plaza de San Marcos
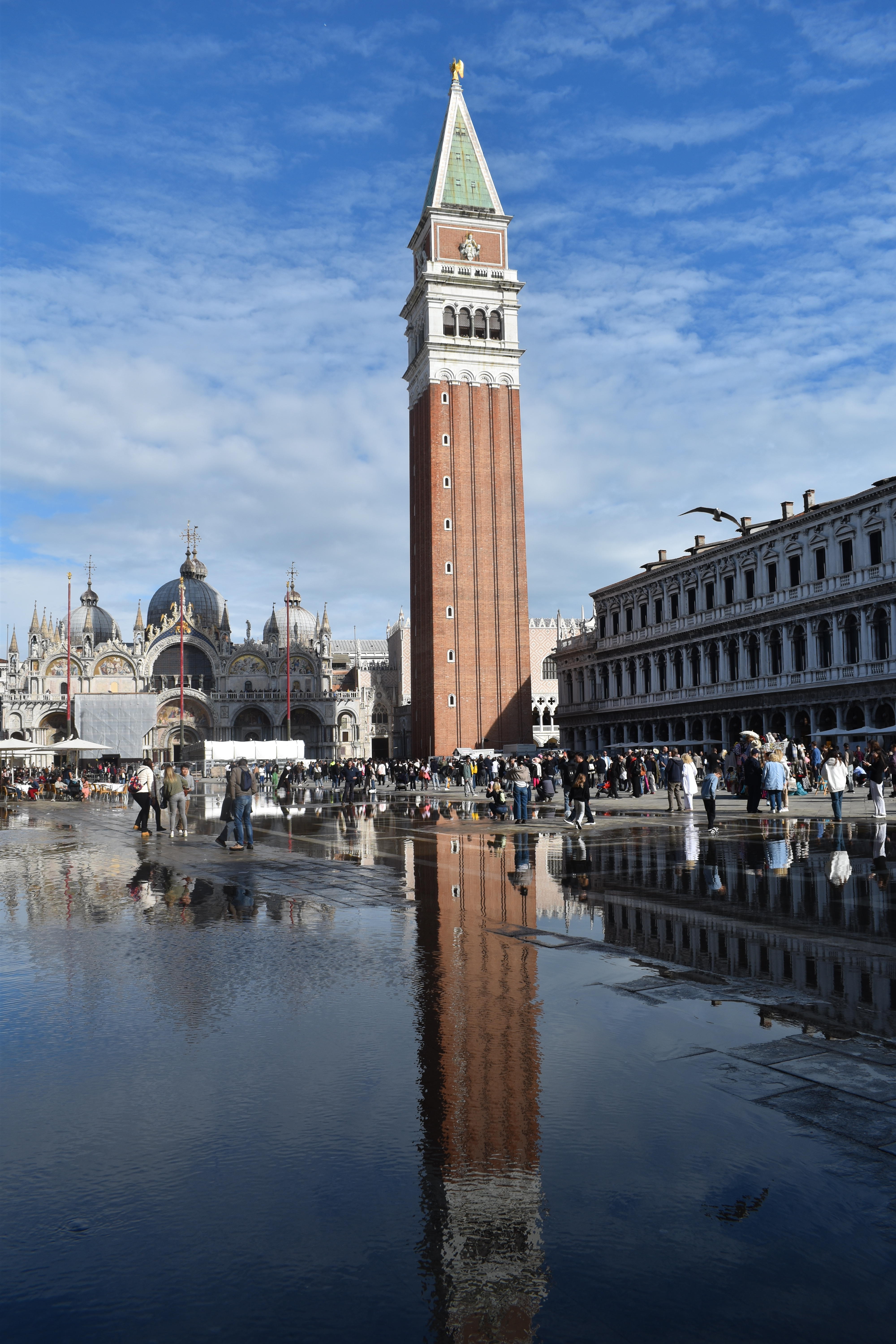
El Campanile y su reflejo en la acqua alta

## Torres similares

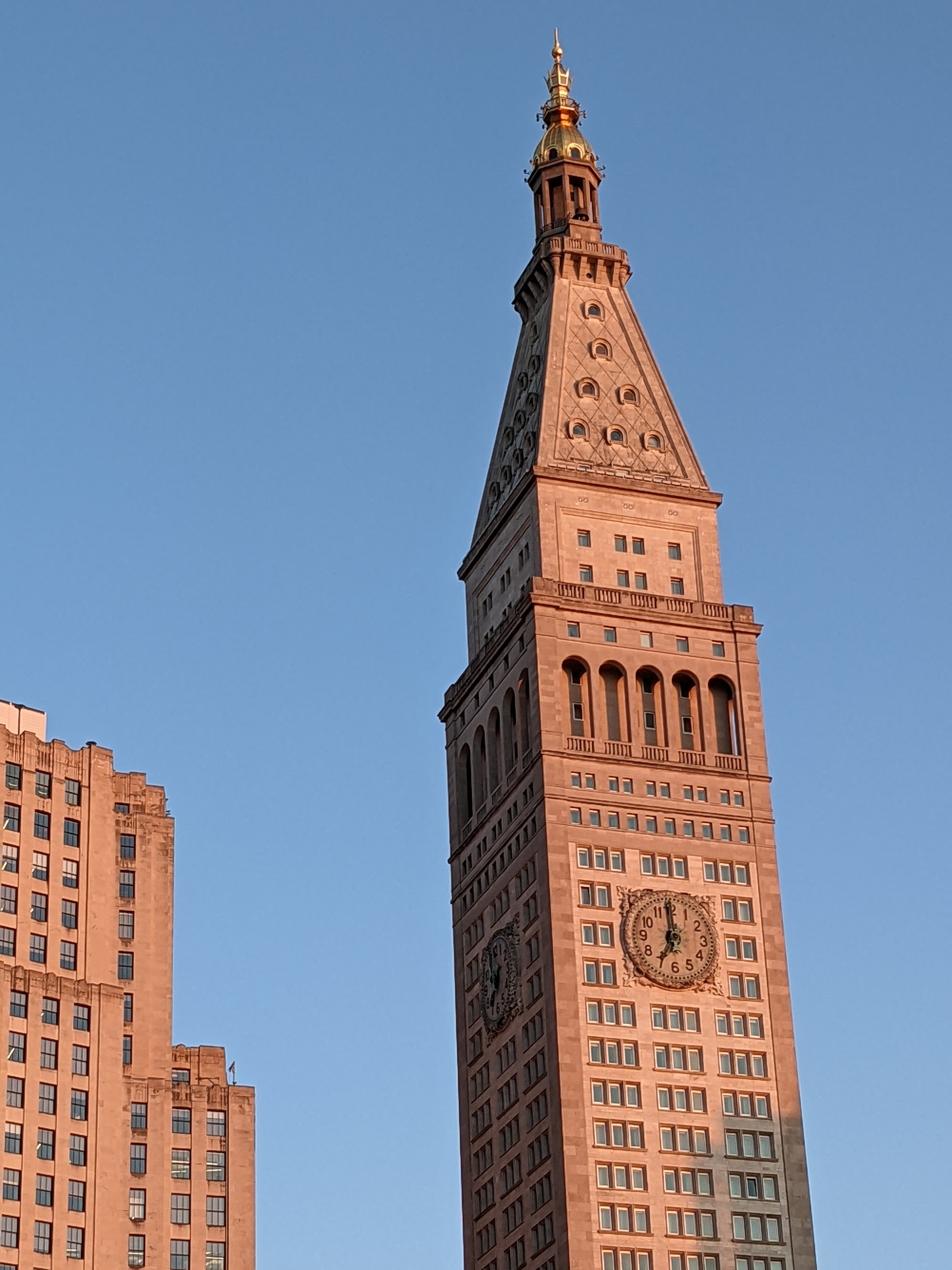
La torre de la Metropolitan Life Insurance Company de Nueva York, la más alta del mundo entre 1909 y 1912, está inspirada en el diseño del campanario

El campanario inspiró los diseños de otras torres en todo el mundo, especialmente en las áreas pertenecientes a la antigua República de Venecia. Campanarios similares, aunque más pequeños, existen en la Iglesia de San Rocco en Dolo, Italia, en la Iglesia de San Giorgio en Piran, Eslovenia, y en la Iglesia de Sant'Eufemia en Rovinj, Croacia. Otros edificios similares, pero con distintos usos, son:
- La torre principal de la Catedral de San Juan Gualberto en Johnstown, EE. UU.
- Torre del reloj de la estación de la Calle King en Seattle, EE. UU.
- Metropolitan Life Insurance Company Tower en Nueva York, EE. UU.
- Daniels & Fisher Tower en Denver, EE. UU.
- Custom House Tower en Boston, EE. UU.
- Ayuntamiento de Kiel, Alemania
- 14 Wall Street en Nueva York, EE. UU.
- Sather Tower en Berkeley, EE. UU.
- Torre del reloj de la estación de Toronto Norte, Canadá
- Ayuntamiento de Brisbane, Australia
- Tribune Tower en Oakland, EE. UU.
- Torres venecianas en Barcelona, España

Como símbolo distintivo de Venecia, existen réplicas del campanario en los casinos The Venetian de Las Vegas y Macao; en el Pabellón Italiano del Walt Disney World en Lake Buena Vista, Florida; en el parque Ferrari Land de PortAventura World; y en el centro comercial Venice Grand Canal de Manila, Filipinas.